# 安娜·謝爾巴科娃
安娜·斯坦尼斯拉沃夫娜·謝爾巴科娃（俄语：Анна Станиславовна Щербакова，拉丁语：Anna Stanislavovna Shcherbakova，2004年3月28日—）是俄罗斯女子花样滑冰运动员。其出生於俄罗斯莫斯科。她是冬季奥林匹克运动会金牌得主 (2022年)、世界花式滑冰錦標賽金牌得主 (2021年)、2次歐洲花式滑冰錦標賽銀牌得主 (2020年、2022年)、花式滑冰大獎賽總決賽銀牌得主 (2019年)、3次俄羅斯花式滑冰全國錦標賽金牌得主 (2019、2020、2021年) 。並且在目前女子長曲項目中獲得歷史上第三高分(175.75分)。截至2022年1月，謝爾巴科娃是國際滑冰總會世界排名第一的女子花式滑冰選手。
謝爾巴科娃為首位完成勾手四周跳接後外點冰三周跳(4lz+3T)及首位完成兩次勾手四周跳(4lz)的女子單人滑選手。

## 個人生活
安娜·謝爾巴科娃於2004年3月28日出生於莫斯科一個家境不錯的高級知識分子家庭。其父母畢業於莫斯科國立大學，父親是程序物理學家，輔導她學業；母親是地質學家，其為了孩子們成為家庭主婦。她有一個姐姐英娜（Инна）和一個妹妹亞娜（Яна）。在謝爾巴科娃3歲時，因為姐姐Inna很喜歡花式滑冰，所以她們的父母親決定讓謝爾巴科娃和姐姐一起學習花式滑冰。
謝爾巴科娃的父母一開始並沒有打算將她往職業體育的方向培養，只是作為培養興趣愛好而讓她學習花樣滑冰，直到10歲時謝爾巴科娃確立了成為職業運動員的目標才轉到艾特利·圖特別麗澤教練組訓練。
2022年被俄羅斯國立體育、運動、青年與旅遊大學錄取，以函授形式就讀於該校速度滑冰、花樣滑冰與冰壺理論和方法系。
因為從小展現出的氣質修養和冰面上的優雅身段以及她於每次與媒體的體面應對，因而被中國粉絲給予「千金」的愛稱。

## 運動員生涯

### 早年經歷
謝爾巴科娃於2007年在Sambo 70俱樂部(原 莫斯科奧林匹克後備體育學校第37號)跟隨Oksana Bulycheva教練開始學習花式滑冰，在2013–14年賽季時，轉到艾特利·圖特別麗澤手下受訓。曾一度因一直無法學會三周跳而被退組，後自己找了私人教練學會除三周半跳(3Axel)以外的所有三周跳，進而回歸艾特利·圖特別麗澤小組。

### 2016–17 賽季
2016年，莫斯科青少年花滑錦標賽（大齡組）謝爾巴科娃以總分177.50分獲得亞軍，於俄羅斯杯第一站以186.44分獲得冠軍，於第三站以195.86分獲得冠軍。同年的聖誕節，謝爾巴科娃因為不慎摔進家中的游泳池而造成手臂骨折。回到賽場後，她在2017年，於俄羅斯全國青年錦標賽以183.31分獲得亞軍。
2017年2月17日，由於交通狀況導致她未能參加莫斯科青少年錦標賽短節目，因而被取消自由滑資格，因此失去參加2017年初俄羅斯青少年錦標賽的機會。後於賽季末逐漸康復並開始學習四周跳，2017年4月，她在訓練中完成勾手四周跳(4Lz)。

### 2017–18 賽季
2017年8月，謝爾巴科娃在夏季訓練時受傷造成腿部骨折，這導致她缺席了青少年組國家隊內部測試賽，錯過2017-2018年賽季大部分的比賽。
2018年1月14日，她於莫斯科市杯183.58分獲得亞軍。2018年1月24日，她獲特批資格參加俄羅斯青年花式滑冰錦標賽排名第13名。2月23日，她於俄羅斯杯總決賽以210.85分奪冠。

### 2018–19 賽季

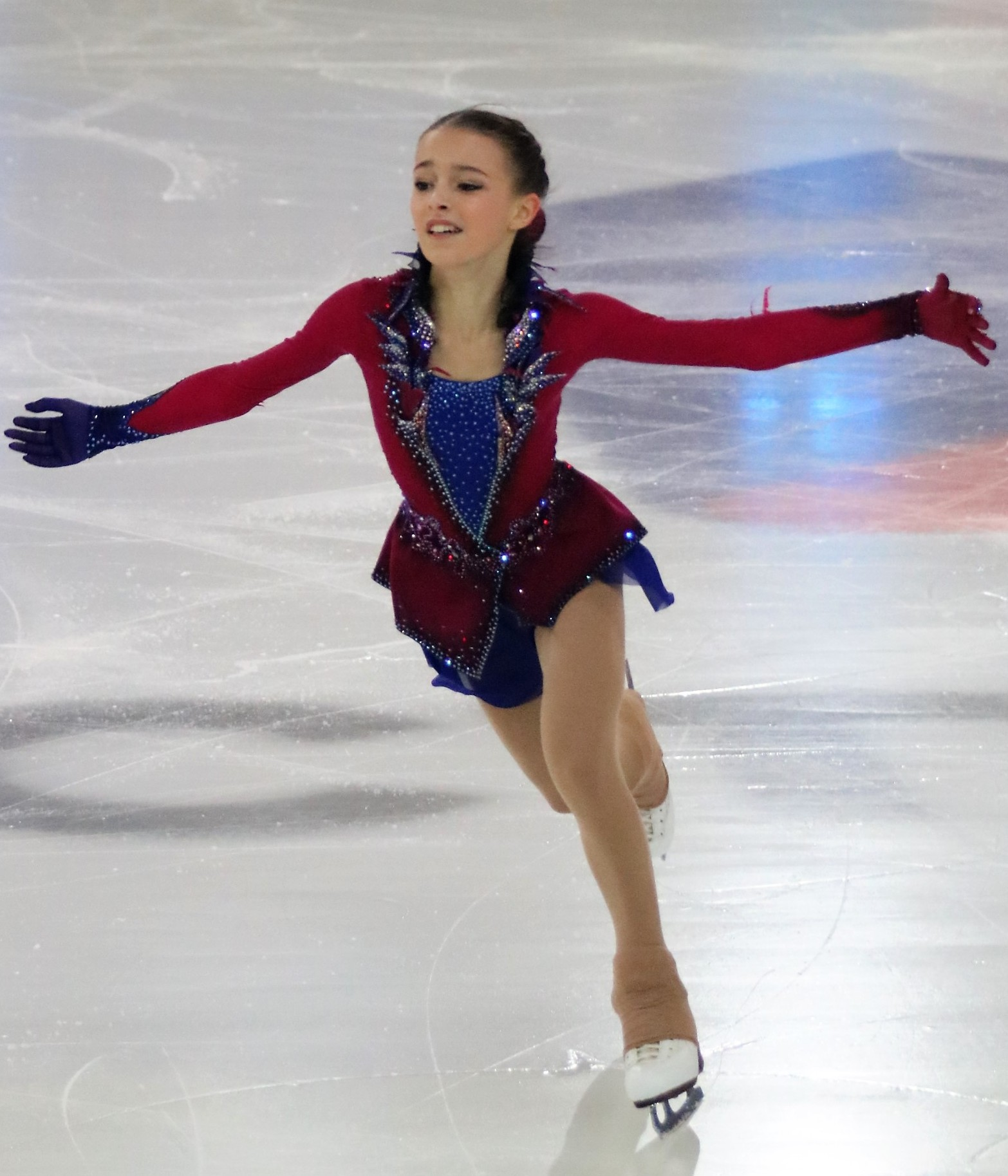
謝爾巴科娃於2019俄羅斯錦標賽

2018年8月，謝爾巴科娃參加俄羅斯青少年組國家隊內部測試賽。8月25日，在花式滑冰青年大獎賽斯洛伐克站上，她在短曲項目和長曲項目均排名第一，以總分205.39分斬獲首站冠軍並領先銀牌得主高達18分，成為女子單人滑史上首位在自由滑項目中完成兩次勾手四周跳(4Lz)的運動員 。9月15日，在花式滑冰青年大獎賽加拿大站上，再次在短曲項目和長曲項目排名第一以195.56分奪冠。謝爾巴科娃在分站賽上獲得兩枚金牌，這也讓她在花式滑冰青年大獎賽總決賽獲得一席之地。10月6日，俄羅斯杯第二站自由滑項目中，她成功完成四周和三周勾手跳各兩次，其中勾手四周接後外點冰三周(4Lz+3T)難度價值15.7（11.5+4.2），外刃起跳明確、周數充分，總分227.27分超越新科世青賽冠軍亞歷山德拉·特魯索娃奪冠。12月9日，花式滑冰青年大獎賽總決賽上，謝爾巴科娃發揮不佳，自由滑兩次嘗試四周跳都沒有成功，最終僅獲得第五名。
2018年12月23日，俄羅斯花式滑冰全國錦標賽也是2019年俄羅斯國家隊代表選手的選拔賽，謝爾巴科娃在短曲項目排名第五，比賽第二天的長曲項目中，謝爾巴科娃完成了被譽為跨越性別挑戰的勾手四周跳(4Lz)並完美的執行了長曲項目的所有元素，取得了所有選手中的最佳成績155.69分，最終逆轉新科冬奧會冠軍阿麗娜·扎吉托娃、葉夫根尼婭·梅德韋傑娃等選手以總分202.79分奪冠，這也讓她得到了俄羅斯冠軍的頭銜，正式躋身世界最頂級女子單人滑選手的行列，由於年齡並未符合參加國際高級別賽事的要求，她未能參加世界青年花式滑冰錦標賽。
隔年2月在俄羅斯花式滑冰青年錦標賽上，謝爾巴科娃在短曲項目排名第二。在長曲項目中，未能完成勾手四周跳(4Lz)，最終獲得銅牌。
2019年2月14日，謝爾巴科娃代表俄羅斯選手參加在塞拉耶佛舉辦的2019年歐洲青年奧林匹克節，但在賽前練習時為避免和烏克蘭選手相撞而撞上了擋板，此次事故造成她大腿不適。在長曲項目比賽中未能完成勾手四周跳(4Lz)，但靠著其他元素的穩定發揮和短節目的領先優勢，最終以總分202.79分獲得金牌，並領先銀牌得主高達29分。
2019年3月10日，謝爾巴科娃憑藉在俄羅斯花式滑冰全國錦標賽中獲得的金牌和俄羅斯花式滑冰青年錦標賽獲得的銅牌，取得參加3月份2019年世界青年花式滑冰錦標賽的資格。在短曲項目後，他獲得了72.86分排名第一。在長曲項目中，勾手四周跳(4Lz)未能完美落冰，最終以總成績219.94分獲得銀牌。到此謝爾巴科娃結束青年組賽事，把目光瞄向成人賽季。

### 2019–20 賽季
2019年9月15日，謝爾巴科娃首次參加國際滑冰總會國際成年組比賽——2019年倫巴第盃挑戰賽。 在短節目之後，她緊隨伊莉莎維塔·圖克塔米謝娃和尤揚，排在第三位。 她在長曲項目完成勾手四周跳(4Lz)，使她成爲第一位在成年組比賽中完成勾手四周跳(4Lz)的女子選手，其它跳躍、旋轉和步法也相當出色，獲得技術分86.15分創女單歷史的新高，也獲得她在成年組首戰的第一枚金牌。
10月19日，謝爾巴科娃在国际滑冰联盟花样滑冰大奖赛系列賽首次亮相。在美國站上，她在短節目中意外摔倒排名第四，在長曲項目完成兩個勾手四周跳(4Lz)，整套節目拿到男選手都很難企及的超高技術分92.20分獲得了第一名。在這次比賽中，她成爲第一位在國際自由滑比賽中完成兩次四周跳的女子選手，也是第一位完成勾手四周跳接後外點冰三周跳(4Lz+3T)的女子選手，這也是大獎賽史上首現女單四周跳，成為繼亞歷山德拉·特魯索娃之後第二位獲得160分以上的女子選手。謝爾巴科娃還創造了單跳和連跳最高分紀錄，她的勾手四周跳(4Lz)獲得14.79分、勾手四周跳接後外點冰三周跳(4Lz+3T)獲得18.66分。11月8日，謝爾巴科娃參加大獎賽第二站中國站，短節目位居第一，自由滑成功完成兩個高難度的勾手四周跳(4Lz)，其它單跳、連跳都按計劃地完成，展現超強的能力，最終總成績領先第二名日本選手宮原知子14.86分強勢奪冠。
謝爾巴科娃在分站上的成績讓她獲得了參加在都靈舉辦的國際滑冰總會花式滑冰大獎賽總決賽的資格。12月8日，国际滑冰联盟花样滑冰大奖赛總決賽上她在短節目中獲得了第三名，在長曲項目首次嘗試後內點冰四周跳(4F)但未能完成，最終她以總分240.92分獲得大獎賽總決賽亞軍，其中在長曲項目中排名第一，短節目、自由滑和總分均刷新個人歷史最高。在談到首次挑戰後內點冰四周跳(4F)，謝爾巴科娃說：「下一次我會做得更好，我可以在練習中跳出，但這是我第一次在比賽中嘗試。」
12月29日，在2020俄羅斯全國錦標賽上，謝爾巴科娃在短曲項目完美發揮排名第二，落後排名第一的阿廖娜·科斯托娜婭10分。在長曲項目中，謝爾巴科娃第一次完成兩個勾手四周跳(4Lz)和一個後內點冰四周跳(4F)，以總分261.87分成功衞冕俄羅斯冠軍的頭銜。
謝爾巴科娃在2020年歐洲花式滑冰錦標賽上，在短曲項目完美發揮排名第二。在長曲項目中，她接連完成勾手四周跳接後外點冰三周跳(4Lz+3T)、後內點冰四周跳(4F)，隨後在第二個勾手四周跳(4Lz)上摔倒，儘管未能完成，她在長曲項目中排名第一，最後獲得銀牌。這也讓她被分配到蒙特利爾參加世界花樣滑冰錦標賽，但最終因為新冠肺炎的流行而取消比賽。

### 2020–21 賽季：世界冠軍
謝爾巴科娃宣佈將參加2020-21年俄羅斯杯系列賽，她分別在塞茲蘭站和索契站以246.40分、239.91分獲得金牌。
因為新冠肺炎的流行，國際滑冰總會宣佈本賽季国际滑冰联盟花样滑冰大奖赛以地理位置為基礎舉行。2020年11月，謝爾巴科娃和其他俄羅斯選手被分配到花式滑冰大獎賽俄羅斯站，但是她在當天因病退賽，後來她透露得了新冠肺炎。
2020年12月，從新冠肺炎中恢復過來的謝爾巴科娃在2021年俄羅斯花式滑冰全國錦標賽之前的訓練能力多少有限，她在短節目中以80.31分領先其他選手，但在上場前需要靠刺激性氣味提振精神，離場時癱倒在教練懷裡喘不過氣。在長曲項目中，她接連完成了一個勾手四周跳(4Lz)和一個後內點冰四周跳(4F)，完美的表現讓她最終以264.10分再次衞冕俄羅斯花樣滑冰全國錦標賽金牌，在這場正式比賽前她一次都沒有成功滑完整套節目，正式上場後的完美表現打動了許多觀眾當場流淚，包括她的教練們。「這是奇蹟的象徵，展現了完美的冰上藝術感染力。這是溫柔的化身，體現了少女的美麗與純潔、獨特與複雜。這是一個獨一無二的節目，她的每次表演都比上次更加出色。而安娜在這場表演中更加清晰地釋放自己，技術方面也是如此。你也知道安娜·謝爾巴科娃是純潔無瑕的化身，而這也是她在冰上所表述的。」作為現場解說的阿列克謝·亞古丁如此評價。 謝爾巴科娃也是繼伊琳娜·斯卢茨卡娅（1999~2001）後，首位獲得三次俄羅斯冠軍頭銜的女選手。此外，她被分配到斯德哥爾摩參加2021年世界花式滑冰錦標賽。
2021年2月7日，謝爾巴科娃參加了由俄羅斯滑冰協會與第一頻道舉行的2021年俄羅斯花式滑冰第一頻道杯，她被分配到由隊長阿麗娜·扎吉托娃組成的Red Machine隊。謝爾巴科娃在兩個項目中都獲的第二名，她所在的隊伍Red Machine最終獲得勝利。
進入世界花式滑冰錦標賽的謝爾巴科娃與亞歷山德拉·特魯索娃、日本選手紀平梨花一起被認為是世界冠軍的領頭羊之一。3月24日，在2021年世界花樣滑冰錦標賽的短節目中謝爾巴科娃以81.00分領先其他選手並創下個人最佳成績，在長曲項目中雖然在其中一個四周跳上摔倒排在第二位，但她以短、長節目合計總成績233.17分獲得了世界冠軍，這也是謝爾巴科娃在世界賽場成年組的第一個重量級冠軍。謝爾巴科娃、伊莉莎維塔·圖克塔米謝娃和亞歷山德拉·特魯索娃三位俄羅斯選手也是繼1991年的美國後，第二次由單一國家在世界花式滑冰錦標賽橫掃女子頒獎台。謝爾巴科娃和銀牌得主圖克塔米謝娃也為俄羅斯在2022年北京冬奧會獲得三個席位。
謝爾巴科娃作為俄羅斯隊的一員參加了4月舉行的世界花式滑冰團體錦標賽，在短節目中以一分之差戰勝隊友圖克塔米謝娃，長曲項目結束後，她以合計總成績排在第一位，最終為俄羅斯隊獲得了金牌。

### 2021-22賽季：奧運會冠軍
2021年夏天，謝爾巴科娃因腳趾骨折而錯過集訓。她在9月的俄羅斯測試賽中首次亮相了她的奧運賽季節目，但腳趾仍未痊癒所以長曲中沒有加入任何四周跳。隨後在10月的布達佩斯杯，謝爾巴科娃在短節目領先，但在長曲項目中因開場的後內點冰四周跳(4F)失誤，最後得到銀牌。
謝爾巴科娃的第一個花式滑冰大獎賽最初是中國站，但因疫情取消之後，她被重新分配到義大利站。在短節目上因連跳出現失誤而排名第三，但在長曲項目中成功跳出後內點冰四周跳(4F)，最後以刷新個人新高的長曲165.05分，以總分236.78分獲得金牌。她在賽後採訪上說本場比賽的主要目標是展示四周跳的回歸。謝爾巴科娃在法國站上以7.84分的優勢擊敗了阿廖娜·科斯托娜婭。她在長曲項目中勾手四周跳(4Lz)出現嚴重失誤，但隨後成功跳出後內點冰四周跳(4F)奪得第二個分站冠軍，以總分229.69分獲得女子單人滑冠軍並得到進入花式滑冰大獎賽總決賽資格。但由於Omicron變體引發的限制，隨後比賽被取消。
2022年俄羅斯花式滑冰全國錦標賽上，謝爾巴科娃在短節目中排名第二，僅次於卡米拉·瓦莉娃。但她在長曲項目中唯一的四周跳上摔倒，最後獲得銅牌。2022年1月，謝爾巴科娃被分配到在塔林舉行的歐洲花式滑冰錦標賽，她在勾手四三周跳摔倒而未能執行跳躍組合，短節目後她僅獲得第四名。在長曲項目中她完成了所有跳躍，包括一個後內點冰四周跳(4F)，最終以總分237.42分獲得銀牌。1月20日，俄羅斯花式滑冰協會宣布謝爾巴科娃入選2022年北京冬季奧運會俄羅斯奧委會代表團將代表俄羅斯奧委會隊出戰在北京舉行的2022年冬季奥林匹克运动会花式滑冰項目。
在2022年冬季奧運會上首次亮相的謝爾巴科娃，2月15日在短節目中以80.20分落後瓦莉娃1.94分，領先第三名坂本花織0.36分，完美的表現讓她排名第二。 2月17日在長曲項目中，謝爾巴科娃再次完成所有的跳躍，包括一個後內點冰四周跳接後外點冰三周跳(4F+3T)及一個後內點冰四周跳(4F)，再度刷新個人新高的長曲175.75及總分255.95分。最終，謝爾巴科娃獲得2022年冬季奥林匹克运动会女子單人滑項目金牌。
2022年3月1日，由於俄羅斯入侵烏克蘭，國際奧林匹克委員會與國際帕拉林匹克委員會宣佈對俄羅斯進行制裁，所有的俄羅斯花樣滑冰運動員也因此被禁止參加一切國際賽事，謝爾巴科娃因此將缺席這一年在巴黎舉行的2022年世界花樣滑冰錦標賽。
3月謝爾巴科娃參加了由俄羅斯滑冰協會與第一頻道舉行的2022年俄羅斯花式滑冰第一頻道杯，她從阿麗娜·扎吉托娃手中接棒成為Red Machine隊的隊長。謝爾巴科娃在短節目獲得第二名、長曲項目獲得第一名，她帶領的隊伍Red Machine最終獲得勝利。

### 2022-23賽季
2022年8月16日，謝爾巴科娃在個人社交媒體發文宣佈，即將接受膝部手術，職業運動是一種全身心的奉獻。隔日就前往德國因存在已久的膝蓋半月板破裂問題進行了手術，後來在採訪中提到這是早年骨折未完全治療好的舊傷，很早就計畫在21-22奧運賽季結束後進行的手術。
隔年3月參加了由俄羅斯滑冰協會與第一頻道舉行的第一屆2023年俄羅斯花式滑冰挑戰杯，並以19.08的成績(滿分20分)獲得總排名第三名、女單第一名。

## 滑冰技術

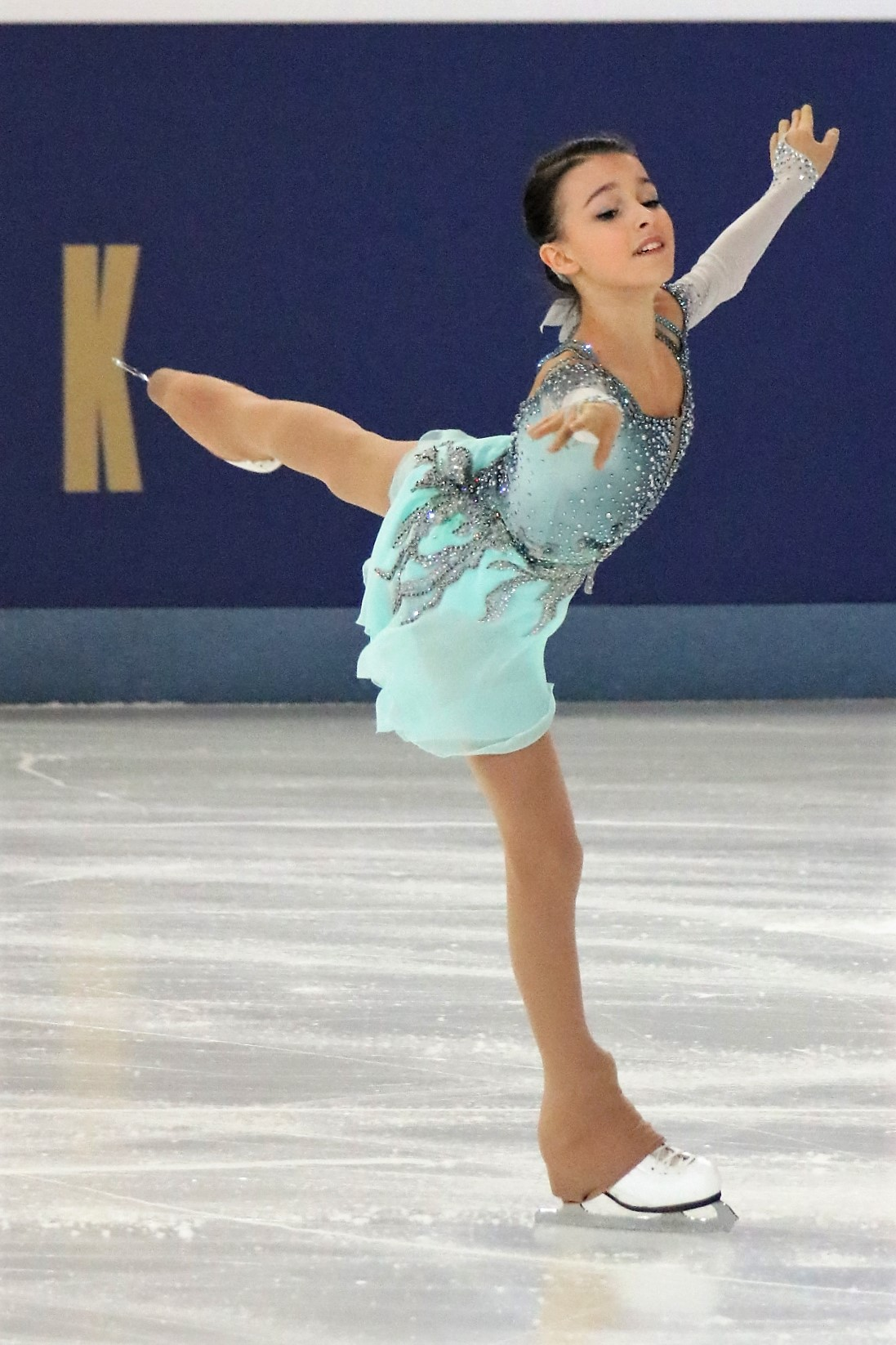
謝爾巴科娃於2019俄羅斯錦標賽

在2018年俄羅斯盃的第二站比賽中，安娜·謝爾巴科娃在自由滑中跳出一個勾手四周跳接後外點冰三周跳(4Lz+3T)和一個勾手四周跳(4Lz)，成為第一個在比賽中跳出兩個勾手四周跳的女子選手，但由於此次比賽未獲得ISU官方公認，所以並未獲得紀錄。
在2019年的花式滑冰大獎賽美國站中，安娜·謝爾巴科娃成為第一個在正式國際比賽中跳出兩個勾手四周跳(4Lz)的女子選手。
另外，她也曾在練習時跳出後外點冰四周跳(4T)、後外點冰四周跳接後外點冰三周跳(4T+3T)、勾手四周跳接後外點冰三周跳接後外三周跳(4Lz+3T+3Lo)、後內點冰四周跳(4F)等高難度跳躍。

## 獎項
- 2018年獲頒俄羅斯體育大師（俄语：Мастер спорта России）級別頭銜。
- 2020年獲頒俄羅斯國際體育大師（俄语：Мастер спорта России международного класса）級別頭銜。
- 2021年獲頒俄羅斯榮譽體育大師（俄语：Заслуженный мастер спорта России）級別頭銜。
- 2022年2月25日憑藉在2022年冬季奧林匹克運動會上表現出的高運動成就、求勝意志、毅力和決心獲頒友誼勳章。
- 2022年11月17日被授予莫斯科市杜馬榮譽證書。
- 2022年12月12日獲得國際滑冰總會花滑年度獎項《2023年度最有價值滑冰運動員》提名。是當年頒獎典禮上唯一的俄羅斯代表。
- 2022年12月14日獲得由俄羅斯聯邦政府國家體育部頒發的 2022 年國家體育獎《俄羅斯的驕傲》──《年度最佳女運動員》提名並獲獎。
- 2022年12月21日獲得由俄羅斯奧林匹克委員會頒發的《北京冬季奧運會最佳女運動員》獎項。並在該頒獎典禮上擔任主持人。
- 2022年12月獲得由俄羅斯體育記者聯合會(FSWR)頒發的《銀鹿》體育獎提名並獲獎。於2023年11月24日頒獎。
- 2022年俄羅斯"冠軍(Чемпионат)"網站頒發《俄羅斯最受歡迎的花樣滑冰運動》 。
- 2023年12月2日獲得由俄羅斯運動員聯盟頒發的《2022年北京冬奧會最佳運動員》獎項。

## 活動
2018年
7月受邀在日本冰上表演節目《冰之夢(Dreams on Ice)》中演出。
2019年
3月與Alena Arakcheeva、Anastasia Bezrukova一起登上俄羅斯版《Hello!》雜誌15周年特別刊封面人物。
4月6-7日受邀在Ilia Averbukh的冰上表演節目《15年的成功(15 лет успеха)》中演出。
4月參與艾特利·圖特別麗澤在卡斯洛達的冰上表演節目《冰上冠軍(Champions on Ice)》。
5月受邀在葉甫根尼·普魯申科於義大利舉辦的冰上表演節目《普魯申科、科斯特納和朋友們(Плющенко, Костнер и друзья)》中演出。
6月受邀在日本冰上表演節目《冰之夢(Dreams on Ice)》中演出。
7月與阿麗娜·扎吉托娃、阿廖娜·科斯托娜婭和亞歷山德拉·特魯索娃一起參加日本綜藝節目《炎の体育会TV》。
2020年
1月受邀在義大利的冰上表演節目《Galappennino》中演出。
2月26日參與了在VTB Arena Dynamo舉辦的冰上表演節目《勝利之路(Путь к победе)》。
2月，她與阿麗娜·扎吉托娃、阿廖娜·科斯托娜婭和亞歷山德拉·特魯索娃一起登上了俄羅斯版《Tatler》雜誌3月號的封面。
2021年
4月參與艾特利·圖特別麗澤的冰上表演節目《冰上冠軍(Champions on Ice)》巡迴演出。
9月15日作為世界冠軍受邀在國際滑冰總會主辦的世界青年花式滑冰大獎賽克拉斯諾亞爾斯克站上進行演出。
2022年
4月1日，在俄羅斯TV Start(ТВ Старт)的冰上表演節目《愛上花樣滑冰(Влюблённые в фигурное катание)》中演出。
4月參與艾特利·圖特別麗澤的冰上表演節目《冰上冠軍(Champions on Ice)》巡迴演出。
4月15-16日，受邀在Ilia Averbukh為教練塔季揚娜·塔拉索娃舉辦的週年慶典《塔季揚娜·塔拉索娃。 與朋友的週年紀念日(Татьяна Тарасова. Юбилей в кругу друзей)》中演出。
5月登上俄羅斯冰協官方雜誌《花滑世界》封面人物。
7月受邀參加Ilia Averbukh在索契舉辦的《冠軍(Чемпионы)》冰上表演節目。Ilia Averbukh親自為謝爾巴科娃編舞了一套新節目《祈禱》。
5月登上俄羅斯奧林匹克委員會官方雜誌《俄羅斯隊(Команды России)》2022年第10期封面人物。
10月，第一頻道總經理Konstantin Ernst與節目創作人Ilia Averbukh選擇謝爾巴科娃作為俄羅斯老牌綜藝《冰河世紀(Ледниковый период (телешоу)])》第九季《再度攜手(Снова вместе)》的主持人，與阿列克謝·亞古丁及阿麗娜·扎吉托娃一起主持該節目。謝爾巴科娃在採訪中表示一開始希望她作為節目選手參與，但因為手術及對雙人滑的恐懼所以後來改成作為主持人參與。
11月受邀參與中國中央廣播電視總台CGTN出品的中國傳統文化融合傳播項目，於11月22日正式上線。項目取材於中國神話和典故，借助AR數字技術，融合中國山水繪畫與西方藝術表達，推出了《女媧》《后羿》《山海經》等三集系列動畫、超長捲軸實體畫作和AR線下交互產品等。謝爾巴科娃在項目中完成了跨界動畫視頻配音首秀，並憑藉在動畫視頻中動人的演繹和清澈柔美的聲線收穫了來自多國觀眾的諸多好評。
11-12月受邀在Tatiana Navka的冰劇《山魯佐德的愛情故事》中飾演女神。
12月受邀作為女主角莉婭公主參演了Tatiana Navka的冰劇《睡美人(Спящая Красавица)》，在聖彼得堡及2022年國際足總世界盃演出。
12月登上俄羅斯版《Hello!》雜誌12月刊封面人物。這也是謝爾巴科娃第三度登上俄羅斯版《Hello!》雜誌。
從2022年4月開始與vsemposobake(Подарок Судьбы) （页面存档备份，存于）流浪動物救助基金會合作，宣傳領養流浪動物及捐款救助，並參與了多場流浪動物領養活動，親自領養了一隻叫做Honey的狗。後推出聯名帽T將收益用在慈善公益。
2023年
1月參加了第一頻道《今夜(Сегодня вечером) （页面存档备份，存于）》脫口秀聖誕晚會。
2月14日參與由莫斯科體育局主辦的冰上表演節目《愛上花樣滑冰(In Love With Figure Skating) （页面存档备份，存于）》。
2月24日與阿麗娜·扎吉托娃一起登上俄羅斯版《柯夢波丹》旗下新雜誌品牌《The Voice》的封面人物。
2-3月參與Ilia Averbukh的《冰河世紀-再度攜手》巡迴冰演，因為訓練安排原因，只參加了部分場次演出。
4月參與艾特利·圖特別麗澤的冰上表演節目《冰上冠軍(Champions on Ice)》巡迴演出。
7-8月受邀前往索契在Tatiana Navka的冰劇《睡美人(Спящая Красавица)》中飾演女主角莉婭公主及《山魯佐德的愛情故事》中飾演女神。
8月15日前往中國深圳在“一帶一路”國際冰雪大會暨“陳露杯”青少年花樣滑冰&冰球國際邀請賽開幕式上作為GALA秀特約表演嘉賓演出。
10月1-3日受邀前往中國北京參加在「冰絲帶」國家速滑館舉辦的「冰夢絲語（Magic on ice）」大型冰上演出節目。
11月在Tatiana Navka的冰劇《山魯佐德的愛情故事》中飾演女神。
11月13日，與阿麗娜·扎吉托娃一起出席《The Voice》頒獎禮。
12月9日，在俄羅斯滑冰協會與第一頻道舉行的2023年俄羅斯青少年花式滑冰第一頻道杯中作為紫隊採訪主持人率領Blades of Glory隊。
12月17日，受邀參加Ilia Averbukh周年紀念秀《Together and Forever》冰上表演節目。Ilia Averbukh親自為謝爾巴科娃編舞了一套新節目《你在想什麼》。
12-1月受邀參演了Tatiana Navka的冰劇《農場之夜》。

## 商務代言
自2020年3月起，謝爾巴科娃成為Nike品牌摯友運動員。她在Nike的“Break It Down”活動的多個廣告中擔任主角，並用英語演講推廣展示練習技巧。
自2021年11月起，謝爾巴科娃成為俄羅斯聯邦儲蓄銀行Sberbank品牌大使。
2022年5月，與義大利品牌Sendo中國區合作進行洗髮精推廣。
自2022年5月起，謝爾巴科娃成為中國品牌奇瑞汽車“OMODA 5”的形象大使，奇瑞贈送了謝爾巴科娃一台專屬訂製車。2022年7月作為品牌大使前往巴庫觀看一級方程式賽車2022年阿塞拜疆大獎賽，9月受邀觀賽OMODA贊助的足球隊比賽。
2022年6月，謝爾巴科娃與中國公司Geetaverse合作，推出了她自己的NFT數位藏品系列"成長之路"。同年銷售額達到 23.75 萬美元，創下了中國體育行業的記錄。
自2023年3月起，謝爾巴科娃成為俄羅斯MELA運動用品品牌代言人。
2023年4月，謝爾巴科娃與手遊崩壞：星穹鐵道合作進行推廣，謝爾巴科娃cosplay扮演了其中的角色「星兒」。
自2023年6月起，謝爾巴科娃成為中國TCL科技俄羅斯代言人。

## 表演節目

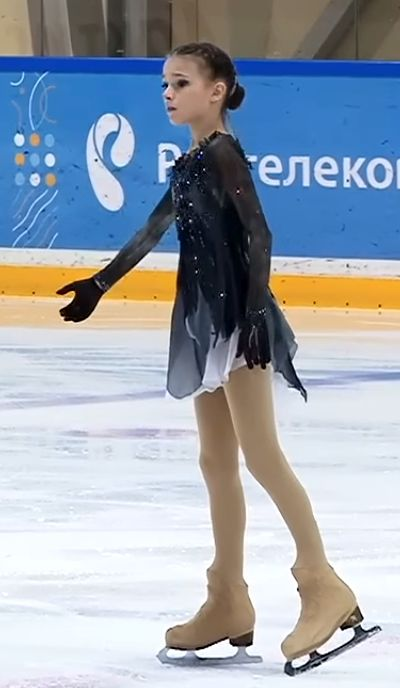
謝爾巴科娃於2017年Russia's Cup Final

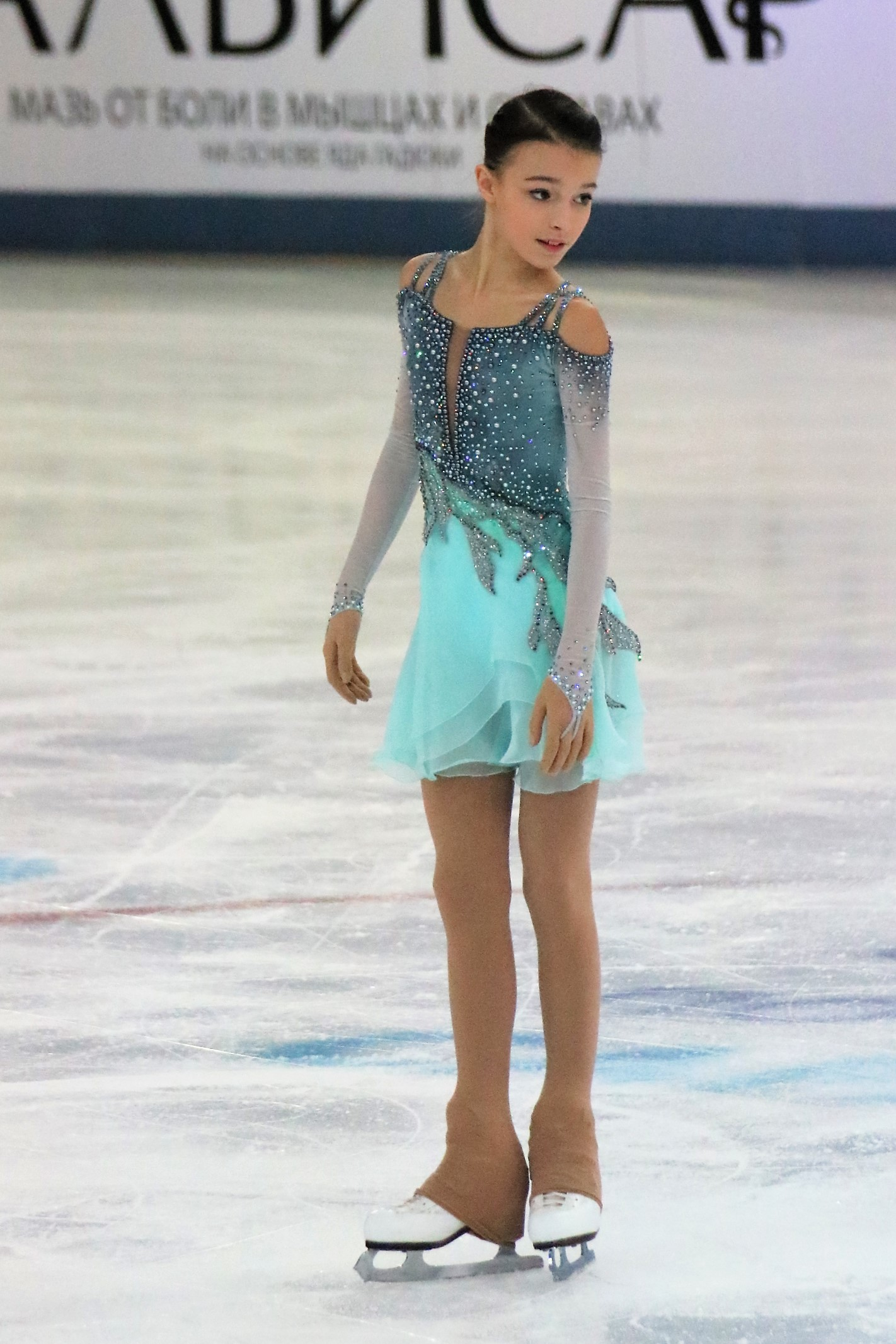
謝爾巴科娃於2019俄羅斯錦標賽

| 賽季      | 短曲項目 | 長曲項目 | 表演滑 |
| --------- | --- | --- | --- |
| 2022–2023 | | | 《Frozen》 - 冷若冰霜 by 瑪丹娜 from 光芒萬丈 《春天的十七個瞬間》 - Couple in a cafe by 米卡埃爾·塔里弗迪夫 from 春天的十七個瞬間 編舞：艾特利·圖特別麗澤 Daniil Gleikhengauz |
| 2022–2023 | | | 《春天的十七個瞬間》 - Couple in a cafe by 米卡埃爾·塔里弗迪夫 from 春天的十七個瞬間 編舞：艾特利·圖特別麗澤 Daniil Gleikhengauz 《彗星》 - Кометы by Polnalyubvi 《祈禱》 - The Prayer of Francois Villon by Bulat Okudzhava by 蕾吉娜·史派克特 編舞：Ilia Averbukh 《聖母頌》 - Ave Maria by 迪瑪希·庫達依別列根 編舞：Daniil Gleikhengauz |
| 2021–2022 | 《危險關係》 - Dangerous Affairs by Inon Zur - Total View by Inon Zur 編舞：Daniil Gleikhengauz 《遙遠的地球之歌》 - The Songs of Distant Earth 音樂：Kirill Richter 編舞：Daniil Gleikhengauz | 《大師與瑪格麗特》 - Ruska 音樂：Apocalyptica - 撒旦的舞會 選自《大師與瑪格麗特》 - 安魂曲（落淚之日） 演奏：David Garrett 編舞：Daniil Gleikhengauz                  | 《聖母頌》 - Ave Maria by 迪瑪希·庫達依別列根 編舞：Daniil Gleikhengauz 《火鳥》 - Gnossiennes : Gnossienne No.1 by 埃里克·薩蒂 - 火鳥 by 伊果·費奧多羅維奇·史特拉汶斯基 |
| 2020–2021 | 《輓歌》 - Elegie: O Doux printemps d'autrefois by Joshua Bell | 《黑蝴蝶的故鄉》 - Morning Passages by 菲利普·格拉斯 - Forgiveness by Panu Aaltio from The Home of Dark Butterflies - Beethoven's 5 Secrets by 酷音樂團The Piano Guys | 《Everybody Wants to Rule the World》 - Everybody Wants to Rule the World from 飢餓遊戲：星火燎原 by 蘿兒 《彗星》(JGP開幕式示範滑) - Кометы by Polnalyubvi |
| 2019–2020 | 《香水》 - The Girl with the Plums - Meeting Laura - Laura's Murder from 香水 | 《火鳥》 - Gnossiennes : Gnossienne No.1 by 埃里克·薩蒂 - 火鳥 by 伊果·費奧多羅維奇·史特拉汶斯基                                                                      | 《忍者》 - Kimono by Strawhatz & Toyboys |
| 2018–2019 | 《秋日私語》 - A Comme Amour by 理查德·克莱德曼 | 《引子與迴旋》 - Introduction and Rondo Capriccioso in A Minor Op. 28 for Violin and Orchestra by 卡米爾·聖桑                                                         | 《追夢者》 - Dreamcatcher by 神秘園 |
| 2017–2018 | 《肖邦夜曲》 - 降E大调夜曲 by 肖邦 | 《追夢者》 - Dreamcatcher by 神秘園 | |
| 2016–2017 | 《印地安人》 - Sikuriadas by Sergeant Early & Ghost Dance | 《追夢者》 - Dreamcatcher by 神秘園 | |
| 2015–2016 | 《印地安人》 - Sikuriadas by Sergeant Early & Ghost Dance | 《山魯佐德之歌》 - Song of Sheherezade by David Arkenstone from 天方夜譚                                                                                              | |
| 2014–2015 | 《探戈》 - Tango by Leandra Gamine (instrumental) | 《山魯佐德之歌》 - Song of Sheherezade by David Arkenstone from 天方夜譚                                                                                              | |

## 主要戰績
| 成年組                          | 成年組  | 成年組  | 成年組  |
| 賽事名稱                        | 2019-20 | 2020-21 | 2021-22 |
| ------------------------------- | ------- | ------- | ------- |
| 冬季奧林匹克運動會              |         |         | 1       |
| 世界花式滑冰錦標賽              | C       | 1       |         |
| 世界花式滑冰團體錦標賽          |         | 1       |         |
| 歐洲花式滑冰錦標賽              | 2       | C       | 2       |
| 俄羅斯花式滑冰全國錦標賽        | 1       | 1       | 3       |
| 花式滑冰大獎賽總決賽            | 2       |         | C       |
| 花式滑冰大獎賽俄羅斯站          |         | WD      |         |
| 花式滑冰大獎賽中國站            | 1       |         | C       |
| 花式滑冰大獎賽義大利站          |         |         | 1       |
| 花式滑冰大獎賽法國站            |         |         | 1       |
| 花式滑冰大獎賽美國站            | 1       |         |         |
| 倫巴第盃                        | 1       |         |         |
| 布達佩斯杯                      |         |         | 2       |
| WD = 退賽; C = 取消; TBD = 分配 |         |         |         |

| 青年組                       | 青年組  | 青年組  | 青年組  |
| 賽事名稱                     | 2016-17 | 2017-18 | 2018-19 |
| ---------------------------- | ------- | ------- | ------- |
| 世界青年花式滑冰錦標賽       |         |         | 2       |
| 歐洲青年奧林匹克節           |         |         | 1       |
| 花式滑冰青年大獎賽總決賽     |         |         | 5       |
| 花式滑冰青年大獎賽加拿大站   |         |         | 1       |
| 花式滑冰青年大獎賽斯洛伐克站 |         |         | 1       |
| 俄羅斯花式滑冰全國錦標賽     |         |         | 1       |
| 俄羅斯盃                     |         | 1       |         |
| 俄羅斯花式滑冰青年錦標賽     | WD      | 13      | 3       |
| WD = 退賽                    |         |         |         |

## 比賽結果

### 成年組
- 紅色數字代表ISU公認的個人最佳成績

| 2021–22 賽季        |                                          |             |             |           |
| 比賽日期            | 賽事名稱                                 | SP 短曲項目 | FS 長曲項目 | 總分      |
| 2022年3月27-28日    | 2022年俄羅斯花式滑冰第一頻道杯           | 2 82.90     | 1 176.12    | 1T 259.02 |
| 2022年3月26日       | 2022年俄羅斯花式滑冰第一頻道杯(跳躍項目) | -           | -           | 1T        |
| 2022年2月15-17日    | 2022年冬季奧運會                         | 2 80.20     | 2 175.75    | 1 255.95  |
| 2022年1月10-16日    | 2022年歐洲花式滑冰錦標賽                 | 4 69.05     | 2 168.37    | 2 237.42  |
| 2021年12月21-26日   | 2022年俄羅斯花式滑冰全國錦標賽           | 2 81.46     | 4 158.10    | 3 239.56  |
| 2021年11月19-21日   | 2021年花式滑冰大獎賽法国站               | 1 77.94     | 1 151.75    | 1 229.69  |
| 2021年11月5-7日     | 2021年花式滑冰大獎賽義大利站             | 3 71.73     | 1 165.05    | 1 236.78  |
| 2021年10月14-17日   | 布達佩斯杯                               | 1 74.76     | 2 147.97    | 2 222.73  |
| 2020–21 賽季        |                                          |             |             |           |
| 比賽日期            | 賽事名稱                                 | SP 短曲項目 | FS 長曲項目 | 總分      |
| 2021年4月15-18日    | 2021年世界花式滑冰團體錦標賽             | 1 81.07     | 1 160.58    | 1T 241.65 |
| 2021年3月22-28日    | 2021年世界花式滑冰錦標賽                 | 1 81.00     | 2 152.17    | 1 233.17  |
| 2021年2月5-7日      | 2021年俄羅斯花式滑冰第一頻道杯           | 2 82.89     | 2 169.06    | 1T 251.95 |
| 2021年2月5-7日      | 2021年俄羅斯花式滑冰第一頻道杯(跳躍項目) | -           | -           | 1T        |
| 2020年12月23-27日   | 2021年俄羅斯花式滑冰全國錦標賽           | 1 80.31     | 3 183.79    | 1 264.10  |
| 2020年11月20-22日   | 2020年花式滑冰大獎賽俄羅斯站             | WD          | WD          | WD        |
| 2020年10月23-27日   | 2020年俄羅斯盃系列賽第三階段             | 2 77.47     | 1 162.44    | 1 239.91  |
| 2020年9月18-22日    | 2020年俄羅斯盃系列賽第一階段             | 1 82.13     | 1 164.27    | 1 246.40  |
| 2019–20 賽季        |                                          |             |             |           |
| 比賽日期            | 賽事名稱                                 | SP 短曲項目 | FS 長曲項目 | 總分      |
| 2020年1月20日–26日  | 2020年歐洲花式滑冰錦標賽                 | 2 77.95     | 1 159.81    | 2 237.76  |
| 2019年12月26日–29日 | 2020年俄羅斯花式滑冰全國錦標賽           | 2 79.93     | 1 181.94    | 1 261.87  |
| 2019年12月5日–8日   | 2019-2020 花式滑冰大獎賽總決賽           | 3 78.27     | 1 162.65    | 2 240.92  |
| 2019年11月8日–10日  | 2019年花式滑冰大獎賽中國站               | 1 73.51     | 1 152.53    | 1 226.04  |
| 2019年10月18日–20日 | 2019年花式滑冰大獎賽美國站               | 4 67.60     | 1 160.16    | 1 227.76  |
| 2019年9月13日–15日  | 2019年倫巴第盃                           | 3 67.73     | 1 150.47    | 1 218.20  |

### 青年組
- 紅色數字代表ISU公認的個人最佳成績

| 2018–19 賽季        | 2018–19 賽季                       | 2018–19 賽季 | 2018–19 賽季 | 2018–19 賽季 | 2018–19 賽季 |
| 比賽日期            | 賽事名稱                           | SP 短曲項目  | FS 長曲項目  | 總分         |              |
| ------------------- | ---------------------------------- | ------------ | ------------ | ------------ | ------------ |
| 2019年3月4日–10日   | 2019年世界青年花式滑冰錦標賽       | 1 72.86      | 2 147.08     | 2 219.94     |              |
| 2019年2月13日–14日  | 2019年歐洲青年奧林匹克節           | 1 72.57      | 1 130.32     | 1 202.79     |              |
| 2019年2月1日–4日    | 2019年俄羅斯花式滑冰青年錦標賽     | 2 77.17      | 3 146.80     | 3 223.97     |              |
| 2018年12月19日–23日 | 2019年俄羅斯花式滑冰全國錦標賽     | 5 74.09      | 1 155.69     | 1 229.78     |              |
| 2018年12月6日–9日   | 2018-2019 花式滑冰青年大獎賽總決賽 | 6 56.26      | 5 125.57     | 5 181.83     |              |
| 2018年9月12日–15日  | 2018年花式滑冰青年大獎賽加拿大站   | 1 65.07      | 1 130.49     | 1 195.56     |              |
| 2018年8月22日–25日  | 2018年花式滑冰青年大獎賽斯洛伐克站 | 1 73.18      | 1 132.21     | 1 205.39     |              |
| 2017–18 賽季        |                                    |              |              |              |              |
| 比賽日期            | 賽事名稱                           | SP 短曲項目  | FS 長曲項目  | 總分         |              |
| 2017年2月19日–23日  | 2018年俄羅斯盃                     | 3 68.99      | 2 141.86     | 1 210.85     |              |
| 2017年12月21日–24日 | 2018年俄羅斯青年花式滑冰錦標賽     | 8 68.19      | 16 111.00    | 13 179.19    |              |